# سجن سان كوينتن
يعو تاريخ افتتاح السجن في البلدة إلى شهر يوليو من عام 1852 ما يجعله أقدم سجن في ولاية كاليفورنيا. يقع ضمن السجن القسم الوحيد الخاص بالسجناء الذكور ممن حُكِمَ عليهم بالإعدام على مستوى الولاية وهو أكبر طابور إعدام في الولايات المتَّحدة. كان السجن يحوي غرفة غاز للإعدام، ولكن أصبحت الإعدامات تنفَّذ باستعمال الحِقن القاتلة منذ عام 1996. بيدَّ أنَّ السجن لم ينفِّذ أية إعدامات منذ عام 2006. ظهر السجن في العديد من الأفلام والبرامج الإذاعيَّة والمدوَّنات الصوتيَّة، والبرامج التلفزيونيَّة. كما تناولته الكثير من الكتب، وأقيمت داخل زنزاناته عدد من الحفلات الموسيقيَّة، واستضاف سجناء ذائعي الصيت.

## المنشآت
- مشهد جوي لسجن سان كوينتن ويظهر فيه وحدات السكن والباحة والمركز التعليمي ومنشآت هيئة أعمال السجن
- البوابة الشرقيَّة لسان كوينتن وهي المدخل الرئيسيّ للزوّار والمتطوعين
- متجر سان كوينتن للصناعات الحرفيَّة حيث تُباع الفنون والحرف التي صنعها المساجين. تستخدم أرباح المتجر في صندوق رعاية المساجين والتعويضات

يمتد المجمَّع التصحيحي ضمن رقعة من الأرض تبلغ مساحتها 1.75 كيلومتر مربع (432 فدان) على الجانب الشمالي من خليج سان فرانسيسكو. يحتل مجمَّع السجن على مساحة تبلغ 1.11 كيلومتر مربع (275 فدان) تُقدَّر قيمتها بما يتراوح ما بين 129 حتى 664 مليون دولار.
اعتبارًا من 30 أبريل عام 2020، كان سجن سان كوينتن يستضيف في زنزاناته 3,776 سجينًا أب ما تُعادل نسبته 125% من سعته الأصليَّة.

### قسم المحكوم عليهم بالإعدام
يجب وضع الرجال المحكوم عليهم بالإعدام في ولاية كاليفورنيا (مع وجود استثناءات محدَّدة) في سجن سان كوينتن. أمَّا النساء المحكوم عليهن بالإعدام فيوضعن في منشأة كاليفورنيا الوسطى للنساء بتشوتشيلا. اعتبارًا من عام 2015، ضمَّ سان كوينتن نحو سبعمئة سجين في وحدته الخاصّة بالمُدانين أو قسم المحكوم عليهم بالإعدام. في عام 2011، وصِفَ قسم المساجين المحكوم عليهم بالإعدام في سان كوينتن بأنَّه الأكبر من نوعه في نصف الكرة الغربيَّة. وفي عام 2005، اُعتبِرَ القسم غرفة انتظار تنفيذ حكم الإعدام الأكثر اكتظاظًا في الولايات المتَّحدة. في عام 2008، كان لولايتيّ فلوريدا وتكساس عدد أقل من المحكوم عليهم بالإعدام بالمقارنة مع سجن سان كوينتن حيث بلغ عدد المحكوم عليهم بالإعدام في فلوريدا في ذلك العام 397 سجينًا، في خين بلغ عددهم في تكساس 451 سجينًا.
يتألَّف قسم المحكوم عليهم بالإعدام في سجن سان كوينتن من ثلاثة أقسام: القسم الشماليّ الذي يعود تاريخ بناءه إلى عام 1934 وهو للسجناء «الذين لا يفتعلون المشاكل»، والقسم الشرقيّ الذي يعود تاريخ بناؤه إلى عام 1927 والذي يُشبَّه بالمتاهة متداعيَّة البُنيان، ومركز الانضباط المخصَّص لـ«أسوأ السيئين» من المساجين. يتواجد معظم السجناء المحكوم عليهم بالإعدام في القسم الشرقيّ. كان الطابق الرابع من القسم الشماليّ منشأة الإعدام الأولى في السجن، ولكن اُفتتِحت منشآت أخرى خاصَّة بالإعدام بعد استئناف الإعدامات في الولايات المتَّحدة عام 1978. يتميز مركز الانضباط بأبوابه المتينة التي تعيق أي محاولات «إطلاق نار» مُحتملة أو التهجم على الأشخاص من خلال رمي الفضلات البشريَّة عليهم. اعتبارًا من عام 2016، احتوى مركز الانضباط على 81 سجين محكوم عليهم بالإعدام وأربعة أخرين غير محكوم عليهم بذلك. تعمل منشأة خاصّة بالطب النفسيّ على خدمة السجناء. يحوي القسم الشرقيّ على منطقة مخصَّصة لأداء الطقوس الدينيَّة كانت في السابق موقعًا للاستحمام. لا يمكن للسجناء المحكوم عليهم بالإعدام المشاركة في معظم البرامج والنشاطات المتاحة للسجناء الأخرين.
كشفت الولاية في ميزانيتها للسنة الماليَّة 2008–2009 عن خطة لإقامة منشآت جديدة للمحكوم عليهم بالإعدام في سان كوينتن بقيمة 395 مليون دولار، ولكن سرعان ما تدخل مُشرِّعين وتقدما بمشروع قرار يلغي هذه الخطة. كما أرادت الولاية بناء منشأة إعدام جديدة ولكن الحاكم جيري براون ألغى هذه الخطط في عام 2011. طلب الحاكم براون من مجلس الولاية التشريعيّ في عام 2015 تمويل منشأة إعدام جديدة لسجن سان كوينتن بسبب تجاوز المنشأة الحاليَّة لطاقتها الاستيعابيَّة. شهدت أعداد المساجين غير المحكوم عليهم بالإعدام في ذلك الوقت انخفاضًا ما زاد من المساحة التي يمكن فيها وضع المحكوم عليهم بالإعدام. في عام 2015، بلغ عدد السجناء المحكوم عليهم بالإعدام في السجن 715 سجينًا.

### الإعدامات

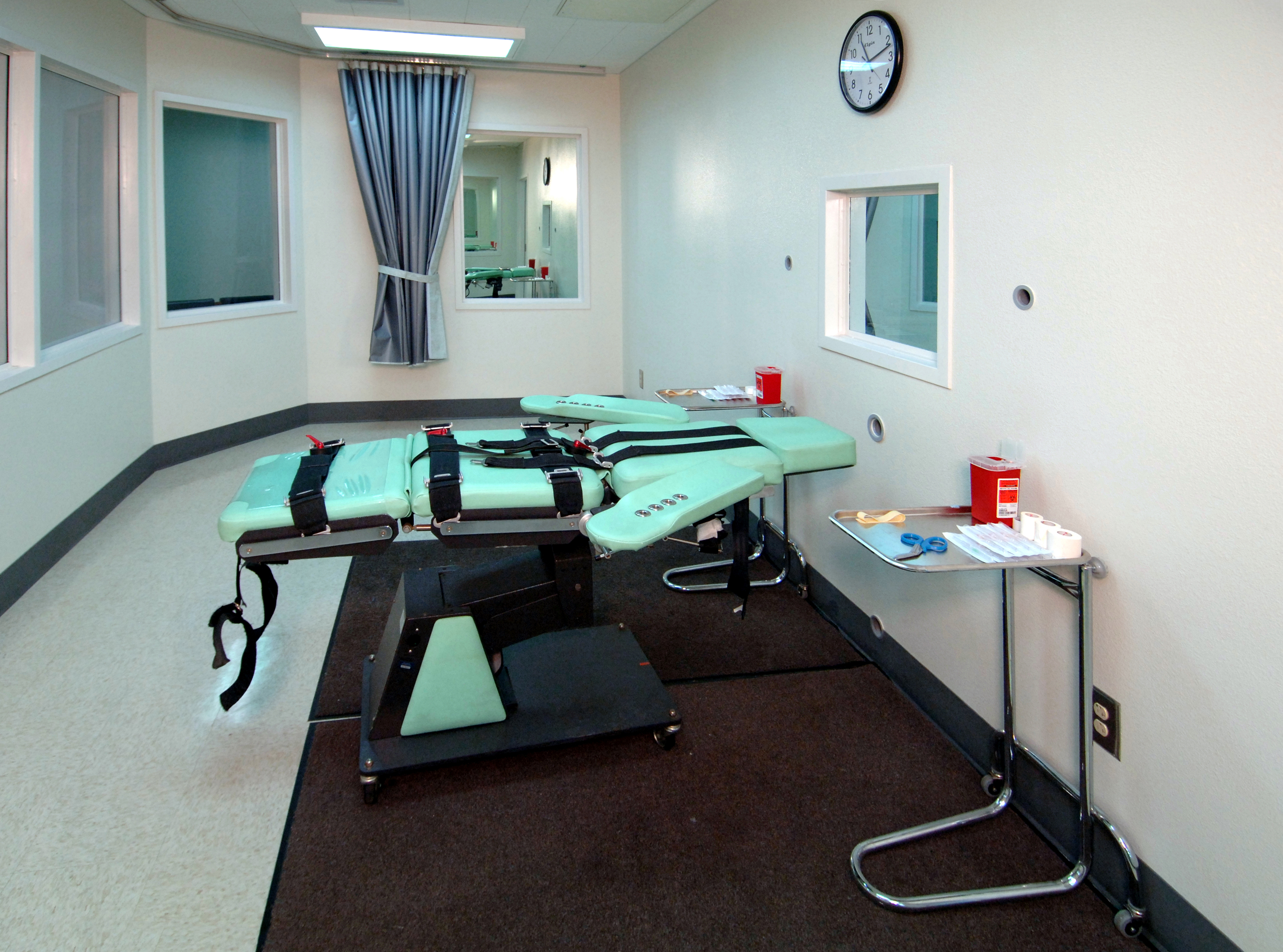
غرفة الحِقن القاتلة في سجن سان كوينتن

ينبغي على جميع الإعدامات في كاليفورنيا للمحكوم عليهم بالإعدام سواء أكانوا ذكورًا أو إناثًا أن تتم في سجن سان كوينتن. تقع غرفة الإعدام في أحد الطوابق المُلحقة على مقربة من القسم الشرقيّ. تُنقل السجينات المحكوم عليهن بالإعدام في كاليفورنيا بالباصات قبل تنفيذ حكم الإعدام بحقهن.
تغيّرت طرق الإعدام في سان كوينتن بمرور الزمن. كانت المقاطعات قبل عام 1893 تُنفِّذ أحكام الإعدام بحق المُدانين شنقًا. نُفِّذت أحكام الإعدام خلال الفترة الممتدة من عام 1893 حتى عام 1937 في سان كوينتن شنقًا، وبعدها أُعدِمَ 196 سجينًا في غرفة الغاز. في عام 1995، اعتبر استخدام غرفة الغاز في الإعدامات بأنَّه «عقوبة قاسيَّة وغير عادية» مما أدَّى إلى اعتماد إجراء الإعدامات داخل غرفة الغاز بالحقن القاتلة. أُعدِمَ أحد عشر سجينًا في السجن بالحِقن القاتلة خلال الفترة من عام 1996 حتى عام 2006.
في أبريل عام 2007، اكتشف عاملون في مكتب المُحلِّل التشريعيّ لكاليفورنيا بناء غرفة إعدام جديدة في سان كوينتن. اتَّهم المُشرِّعون بعدها حاكم الولاية بإخفاء المشروع عن المجلس التشريعيّ وعامَّة الناس. تضَّمنت المنشأة القديمة الخاصَّة بالحِقن القاتلة غرفة الحقن البالغة مساحتها 4 متر مربع (43 قدم مربع)، بالإضافة إلى غرفة واحدة خاصَّة بمشاهدة عمليات الإعدام. في حين تضَّمنت المنشأة الجديدة غرفة حقن مساحتها 21 متر مربع (230 قدم مربع)، وثلاثة غرف خاصَّة بمشاهدة عمليات الإعدام توزع الحضور فيها على عائلة السجين وعائلة الضحية ووسائل الإعلام. أوقف الحاكم أرنولد شوارزنيجر بناء المنشأة في الأسبوع التالي. وافق المجلس التشريعيّ الخاصّ بالولاية فيما بعد على مبلغ 180 ألف دولار من أجل إتمام المشروع. وبالفعل فقد اُنتهِي من بناء المنشأة في وقتٍ لاحق.
كما نُفِّذت في السجن ثلاث إعدامات تتبع صلاحيتها للقانون الفيدرالي، بالإضافة إلى الإعدامات التي تتبع أحكامها لقانون الولاية. في 3 ديسمبر عام 1948، أُعدِمَ صامويل ريتشارد شوكلي وميران إدغار تومبسون بعدما كانا سجينين في سجن جزيرة ألكاتراز، وذلك بتهمة قتلهما لحارسين خلال أحداث معركة ألكاتراز. كما اُعدِم كارلوس روميرو أوتشوا في السجن بعد قتله لمسؤول هجرة فيدراليّ بعدما قُبِضَ عليه وهو يهرِّب مهاجرين غير شرعيين على الحدود مع المكسيك بالقرب من إل سينترو. أُعدِمَ روميرو أوتشوا في غرفة الغاز بسجن سان كوينتن بتاريخ 10 ديسمبر عام 1948.
في 13 مارس عام 2019، سحبت الولاية البروتوكول المُعتمد بالحقن القاتلة بعدما أمر الحاكم غافن نيوسوم بوقف عقوبة الإعدام في الولاية. وهكذا أغلق سجن سان كوينتن غرفتيّ الإعدام بالحقن القاتلة إلى أجل غير مسمَّى.

## البرامج والمبادرات
- برنامج التوظيف بعد الخروج من السجن - يُقدِّم خدماته للمساجين في سجن سان كوينتن ممن أقترب موعد إطلاق سراحهم أو لديهم جلسة استماع في مجلس الإفراج المشروط. يتعين على الملتحقين بالبرنامج إكمال فترة تدريب للرفع من جهوزية التوظيف في سوق العمل مدتها أربعة عشر أسبوعًا، وبعدها تُوجَّه دعوة للمساجين لحضور يوم توظيف. تزور الأطراف الشريكة بالبرنامج السجن لإجراء مقابلات توظيف مع السجناء، والاطِّلاع على مستندات سيرهم الذاتيَّة، وتقديم المشورة والدعم لسبل التوظيف بعد إطلاق سراحهم.[28]
- برنامج مجموعة المحاربين القدامى في حرب فيتنام بسان كوينتن - كانت هذه المجموعة تجتمع لفترة من الزمن ولكن لم تعتمد اسمها حتى 7 أبريل عام 1987. بدأت المجموعة في عام 1988 توزيع ألعاب عيد الميلاد سنويًا حيث أهدت الألعاب للأطفال الذين يزورون السجن. في عام 1989، أنشأت المجموعة صندوق منح سنويَّة لحاملي شهادة التعليم الثانوي. يقضي أعضاء المجموعة وقتهم في جمع المال والتبرعات منذ عام 1987 حيث أعطوا المجتمع المحلي ما يتجاوز مجموعه 80 ألف دولار.[29]
- برنامج الميل الأخير - تأسَّس هذا البرنامج عام 2011 بمبادرة من رائد الأعمال كريس ريدليتز. يهدف هذا البرنامج إلى مساعدة المساجين من ناحية تقديم الموارد والإرشادات حتى يساعدهم على إيجاد طريقهم إلى عالم ريادة الأعمال التقنيَّة الناشئة وتقليل معدل انتكاسهم وعودتهم إلى ارتكاب الجرائم.[30]
- ورشة عمل الدراما في سان كوينتن - بدأ هذا البرنامج عام 1958 بعد أداء مسرحية «في انتظار غودو» في السنة السابقة.[31]
- برنامج سان كوينتن للاستفادة من موارد وخبرات ودراسات السجناء - بدأ هذا البرنامج عام 1964 ما يجعله أقدم برنامج لتوعية الأحداث في الولايات المتَّحدة.[32][33] يشمل البرنامج تحدث السجناء مع الشباب المضطرب من أجل حثِّهم على الابتعاد عن الجريمة. تناول فيلم وثائقي قصة هذا البرنامج في عام 1978.[33][34] في عام 1983، وجدت دراسة منضبطة معشاة أنَّ البرنامج لم يؤدي في الواقع إلى خفض معدلات الجُنوحية.[33] كان البرنامج قائمًا اعتبارًا من عام 2008.[35]
- سمَحَ سان كوينتن للمساجين بلعب كرة القاعدة منذ عشرينيات القرن العشرين.[36] وأصبح المساجين يتنافسون مع لاعبين من خارج السجن منذ عام 1994.[37][38] تُقام المباريات مرتين أسبوعيًا خلال فصل الصيف.[39] كان فريق المساجين بالأصل يحمل اسم «بايرتس»،[38] ولكن بعدها أصبح يُطلق عليه اسم «الجاينتس» تكريمًا لفريق سان فرانسيسكو جاينتس. كان الفريق نفسه قد تبرع بملابس موحَّدة للسجن.[36][39] وتشكَّل فيما بعد فريق آخر يُدعى «الأثليتكس» الذي يحمل اسم فريق أوكلاند أثليتكس.[40] يطلق المساجين على الفريق الخارجي الذي ينافسهم اسم «الراغبون». الحكَّام والمشجعين في المباريات هم من المساجين، في حين أنَّ المدرِّبون هم من المتطوعين.[36][39] شكَّك بعض الناس في مدى ملائمة لعب مباريات كرة القاعدة في السجن، ولكن يعتقد المسؤولون أنَّ «الرياضة المُنظَّمة هي إحدى الطرق التي يمكن من خلالها إبقاء المساجين مشغولين، وربما حتى تلقينهم عدة دروس في كيفية التعامل مع الآخرين.»[36] وصف برنامج رياضي من تقديم براينت غومبيل على محطة إتش بي أو هذه المباريات بالتفصيل في حلقة للبرنامج بُثَّت بتاريخ 20 يونيو عام 2006.[37] وكذلك ظهرت أوصاف مفصَّلة حول المباريات في عدة أفلام وثائقيَّة.
- يوجد بسان كوينتن البرنامج الوحيد المانح للشهادات الجامعيَّة من داخل السجون في ولاية كاليفورنيا. يعود تاريخ انطلاق هذا البرنامج إلى عام 1996.[41][42]
- برنامج «لا مزيد من الدموع» الذي شارك في تأسيسه رجال محبوسون في سان كوينتن. يسعى البرنامج إلى إيقاف العنف في السجن وتغيير عقليات السجناء. ما زال هذا البرنامج نشط بفضل التبرعات ومشاركة المتطوعين والمساعدة التي قدَّمتها دائرة كاليفورنيا للإصلاح وإعادة التأهيل حيث ينضم يزورون السجن ويشاركون في ورشات مع الرجال المحبوسين. يساعد هذا البرنامج على تغيير العقليات، والاستجابة للعنف، والمساعدة في فرص العمل بعد الخروج من السجن، وإشراك السجناء بعد خروجهم في مبادرات للنهوض بمجتمعاتهم المحليَّة. يعمل جميع المتطوعين والسجناء صوب تحقيق رسالة البرنامج الراميَّة إلى إيقاف دموع الأشخاص العزيزين وأفراد العائلة من خلال إبعاد الشباب عن ارتكاب الجرائم والعنف.[43]
- برنامج كاليفورنيا لإعادة الالتحاق في سجن سان كوينتن - انطلق هذا البرنامج عام 2003، ويهدف إلى مساعدة السجناء على إعادة الالتحاق بالمجتمع بعد خروجهم.[44]
- صحيفة سان كوينتن نيوز وهي الصحيفة الوحيدة التي يُعدِّها سجناء في ولاية كاليفورنيا وواحدة من القلائل في العالم أجمع.[45][46][47]

## التاريخ

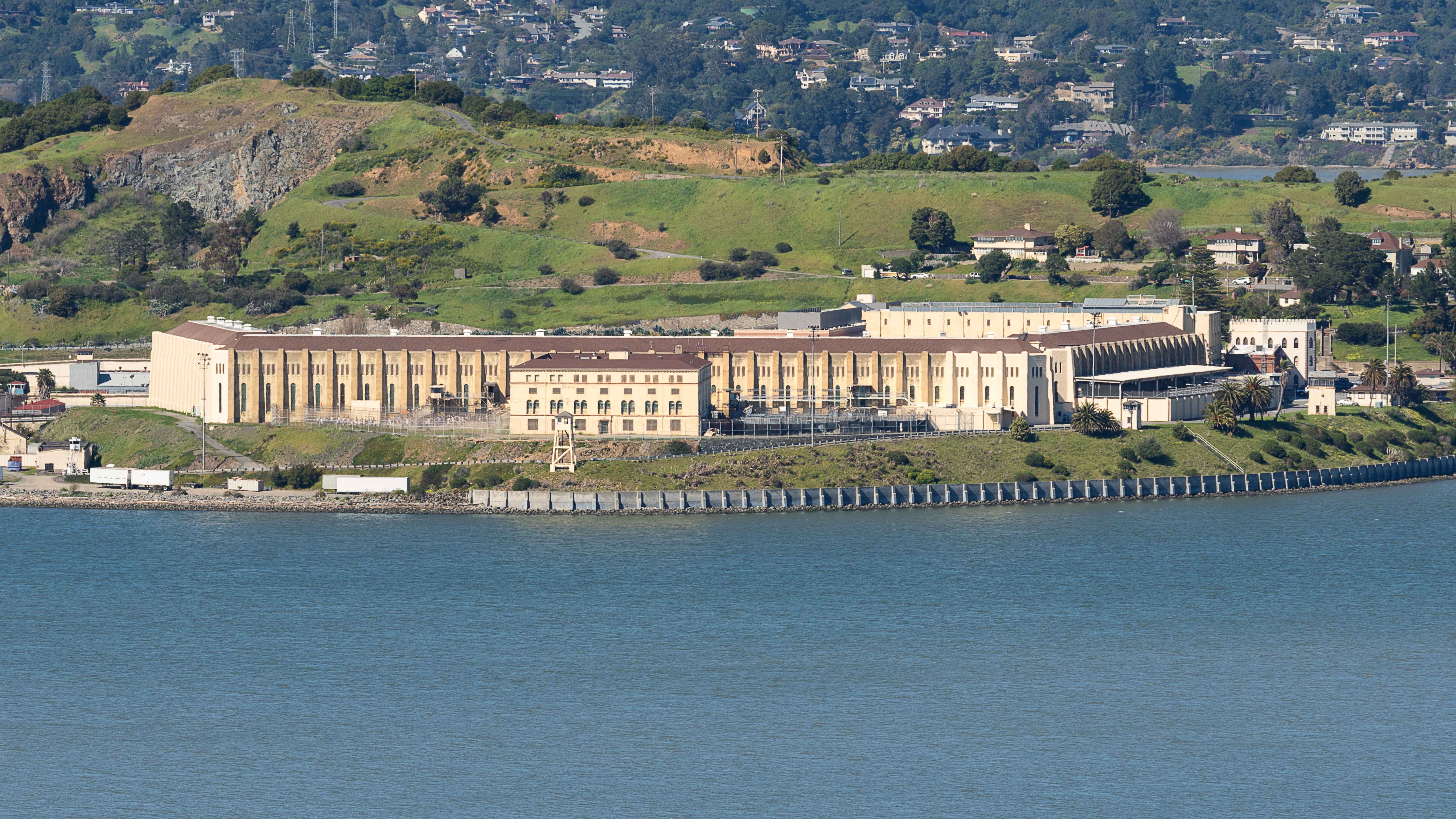
مجمَّع سان كوينتن عام 2017.

تحمل عدة بلدات ونواحي في المنطقة أسماء قديسين من الروم الكاثوليك. بيدَّ أنَّ اسم البلدة والسجن لا يعود للقديس كوينتن حيث سُمِّيت المنطقة على اسم محارب من شعب الميووك يدعى كوينتن. قاتل كوينتن تحت أمرة الزعيم مارين الذي وقع في الأسر في ذلك المكان.
شهدت كاليفورنيا افتتاح أول سجن على أراضيها في عام 1851. كان السجن عبارة عن سفينة خشبيَّة تزن 268 طنًا رست في خليج سان فرانسيسكو ومجهَّزة حتى تحمل على متنها ثلاثين سجينًا. عمل السجناء الذين كانوا على متن هذه السفينة في بناء سجن سان كوينتن بعد مجموعة من صفقات المضاربة وبيع الأراضي وفضيحة تشريعيَّة. وهكذا افتتح سجن سان كوينتن زنازينه لثمانية وستون سجينًا في عام 1852. يوجد في السجن ديماس يعود تاريخ بناءها إلى عام 1854، مما قد يجعلها من بين أقدم الأشغال العامة الباقية في تاريخ كاليفورنيا.
كان كلينتون دافي من المسؤولين المشهورين في تاريخ السجن خلال الفترة الذي تولَّى فيها إدارة سان كوينتن من عام 1940 حتى عام 1952. إذ كان دافي رجلًا تملؤه التناقضات حيث كانت شخصيته العامَّة مغمورةً بالإيجابيَّة بسبب أفكاره الجديدة التي أفادت في إعادة تنظيم هيكلية السجن وإصلاح إدارته. عانى السجن قبل استلام دافي للإدارة من سنوات من العنف المتواصل والعقوبات غير الإنسانيَّة وانتهاكات الحقوق المدنيَّة للمساجين حتى أُجبِر المدير السابق على الاستقالة. قرَّر دافي فصل جميع الحرَّاس الذين مارسوا ما مارسوه من انتهاكات وإساءة في معاملة السجناء. وقام بعدها بتعيين أطباء نفسيين، وأمين مكتبة، وعدة جراحين في السجن. وفي نفس الوقت قام المسؤول الصحفي الذي عيَّنه دافي بنشر أخبار الإصلاحات الجديدة في وسائل الإعلام. بيدَّ أنَّ الواقع المرير لم يختلف كثيرًا حيث ظل سان كوينتن سجنًا وحشيًا تعرض فيه المساجين في كثير من الأحيان للضرب المبرح حتى فارقوا الحياة. لم يُحظر استخدام التعذيب في السجن كوسيلة قانونيَّة لاستجواب المساجين حتى عام 1944.
استطاعت منظَّمة مدمني الكحول المجهولين عقد أول اجتماع لها في السجن عام 1941. منحت المنظَّمة في ذكرى هذه الاجتماع النسخة المطبوعة رقم 25 مليون من دليلها الشهير للتعافي من إدمان الكحول لجيل براون كمُمثِّلة عن سجن سان كوينتن في المؤتمر الدوليّ الذي عقدته المنظَّمة في مدينة تورونتو الكنديَّة.
أراد دافي تعيين هيرمان سبيكتر مساعدًا له في عام 1947، ولكن الأخير رفض هذا المنصب واقترح على دافي أن يجعله أمين المكتبة المسؤول في السجن حتى يطبق نظرياته حول استحداث برنامج للقراءة بهدف تعزيز السلوكيات الاجتماعيَّة الإيجابيَّة بين المساجين. أجرت عدة دوريات مكتبيَّة مقابلات مع سبيكتر بحلول عام 1955 حيث اقترح الأخير في هذه المقابلات أنَّ إنشاء مكتبات في السجون من شأنه لعب دور هام في عملية إعادة تأهيل المساجين.
يزيِّن قاعة تناول الطعام في السجن لوحات جداريَّة يميل لونها إلى البني. تخلِّد هذه الجداريات التي يتجاوز طولها الستة أمتار (عشرين قدمًا) تاريخ ولاية كاليفورنيا، وهي من رسم تاجر هيروين سابق وفنان ناجح يدعى ألفريدو سانتوس. رسم سانتوس الجداريات في السجن خلال الفترة الاي قضاها فيه من عام 1953 حتى عام 1955.
كان لورنس سينغلتون الذي قام باغتصاب شابة مراهقة وقطع ذراعيها قد قضى فترة من إطلاق السراح المشروط في مقطورة داخل السجن خلال الفترة من عام 1987 حتى عام 1988. وكان السبب وراء ذلك هو عدم قبول أي بلدة في كاليفورنيا استضافته بعد إطلاق سراحه المشروط. أقيم على أراضي السجن معسكر تأهيل إصلاحيّ خلال الفترة الممتدة من عام 1992 حتى عام 1997. كان الهدف المرجو من المعسكر هو إعادة تأهيل الجناة غير العنيفين ممن ليس لهم سوابق إجراميَّة، ولكن بعدها أوقِفَ هذا البرنامج إمَّا لأجل توفير المال أو لأنَّه لم يؤدي إلى تحسن يُذكر من ناحية انتكاس الجناة ورجوعهم لارتكاب الجرائم.
في عام 2005، خلص تقرير أمرت بإعداده إحدى المحاكم إلى أنَّ السجن كان «قديمًا عفا عليه الزمن وقذرًا» على حد وصف التقرير، وأشار إلى عدم تناسب عدد العاملين فيه مع حجمه، وعدم تواجد المكان الملائم للعناية الطبيَّة، وعدم توافر كامل المعدات الطبيَّة اللازمة، فضلًا عن اكتظاظه بالمساجين بما يتجاوز قدرته الاستيعابيَّة. أُقيلَ مدير السجن في وقت لاحق من نفس العام بعد قيامه بتهديد أحد الأطباء باتخاذ إجراءات عقابيَّة بحقه على خلفية تحدث الأخير مع محاميين حول المشاكل التي يعاني منها السجن من ناحية سوء خدمات الرعاية الصحيَّة فيه. شهد السجن بحلول عام 2007 افتتاح مركز خاص بالأورام. كما كانت هناك خطط إلى إنشاء مجمَّع طبي داخل السجن بميزانية قدرها 175 مليون دولار.
في عام 2020، أصبح السجن بؤرة خلال جائحة كوفيد-19 بعد وصول مجموعة من السجناء إلى السجن من منشأة كاليفورنيا للرجال في تشينو. أشارت التقارير الصحفيَّة الأوليَّة إلى أنَّ المسؤولين في سان كوينتن أخبروا السجناء الجدد بأنَّ نتائج فحوص جميعهم كانت سلبيَّة، ولكن ما حصل فعليًا هو أنَّ الاختبار لم يُجرى إلَّا على جزء قليل منهم. وصل عدد السجناء المصابين بكوفيد-19 في السجن بحلول 22 يونيو عام 2002 إلى ما لا يقل عن 350 سجينًا. وصف قاضٍ فيدرالي ما حصل في السجن بـ«الفشل الذريع» في تطبيق السياسات المعمول بها.

## سجناء بارزون

### سجناء حاليون

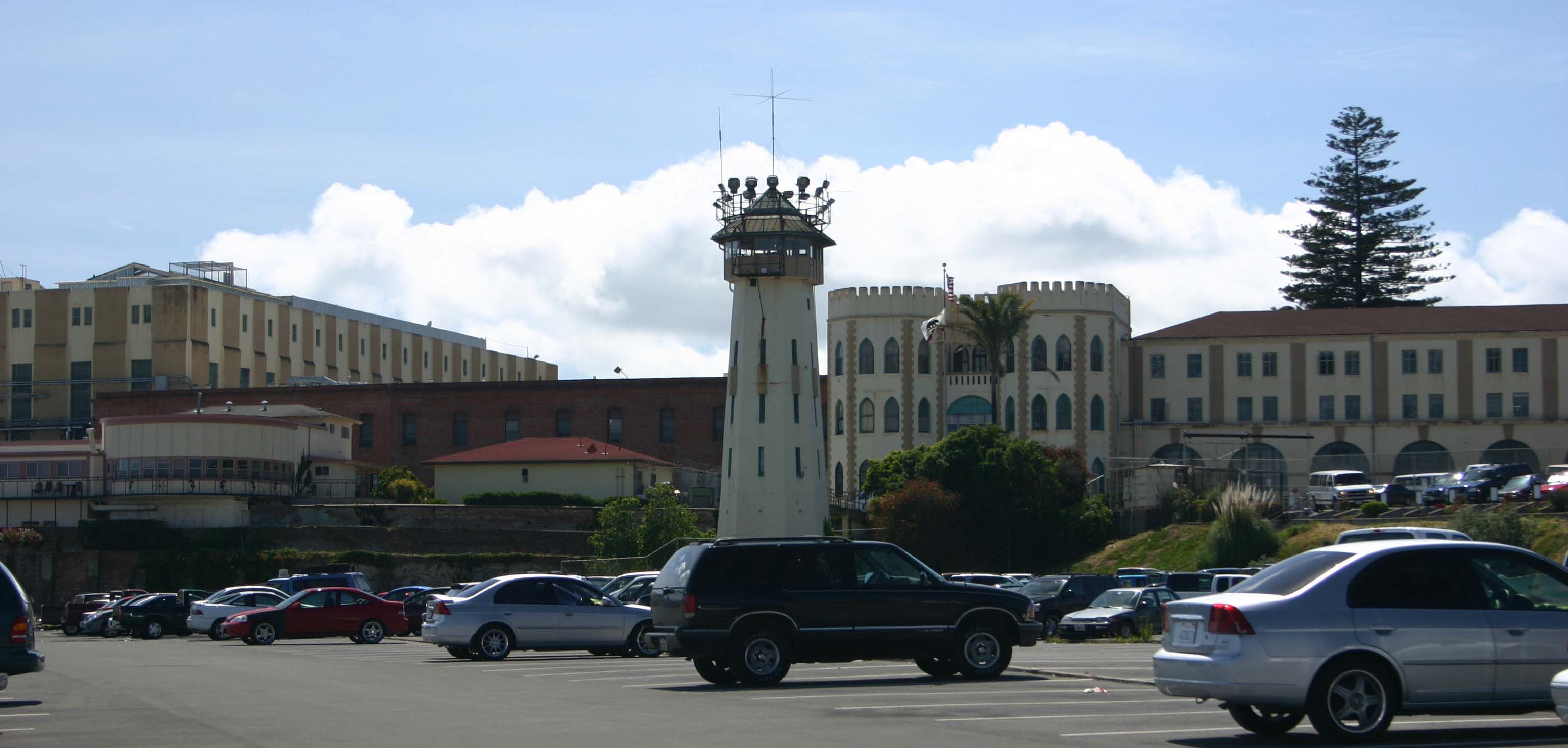
صورة عن قرب للسجن.

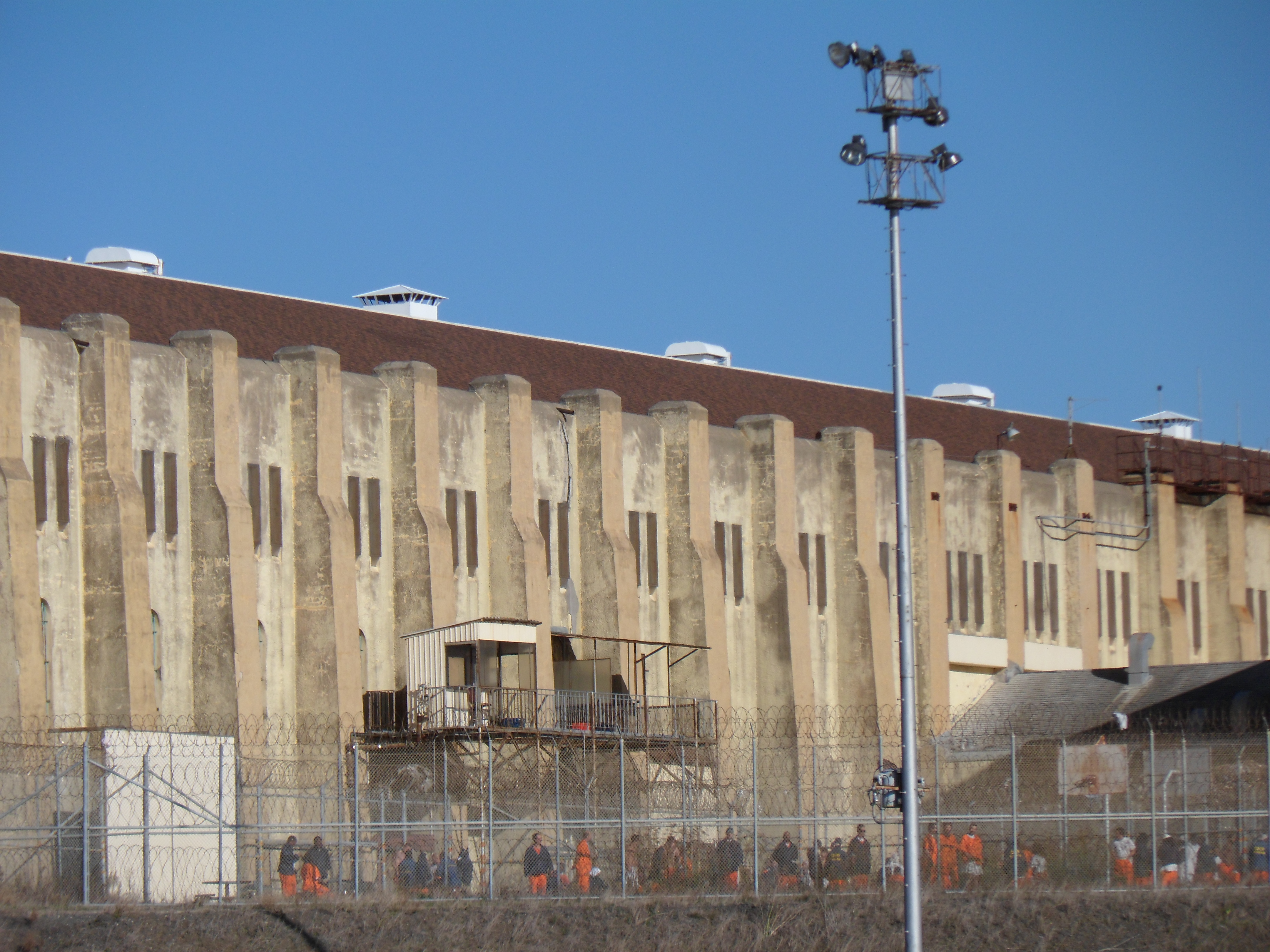
سجناء خلال فترة التجوال الصباحيَّة في حرم السجن.

- إسارو أغيري (مواليد عام 1980)، قام مع حبيبته بيرل فيرنانديز بتعذيب وقتل ابنها الصغير غابرييل فيرنانديز البالغ من العمر ثمانية سنوات. حكم على أغيري بالإعدام وعلى فيرنانديز بالسجن المؤبَّد مدى الحياة في عام 2014.[70] تناول مسلسل أصدرته نيتفليكس قصة هذه الجريمة.[71]
- أليهاندرو أفيلا (مواليد عام 1971)، قام باغتصاب وقتل الطفلة سامانثا رونيون البالغة من العمر خمسة سنوات.[72] صدر عليه حكم بالإعدام في عام 2005.[73]
- ريتشارد ديلمر بوير (مواليد عام 1958)، مدان بطعن امرأة ورجل مسنين حتى الموت خلال شعوره بالنشوة وهو يتعاطى الكحول والمخدرات. أدَّعى بوير أنَّ جريمته كانت في جزء منها مستوحاة من فيلم «هالوين 2». حكِمَ عليه بالإعدام عام 1984.[74]
- لويس براكامونتس (مواليد عام 1970)، مهاجر غير شرعي قام بإطلاق النار على شرطيين وإردائهما قتيلين في مدينة ساكرمنتو وإصابة مدني وشرطي ثالث بجروح.[75] حُكِم عليه بالإعدام عام 2018.[76]
- فينسنت براذرز (مواليد عام 1962)، مدان بقتل وطعن خمسة أفراد من عائلته من بينهم أطفاله الثلاثة. حُكِم عليه بالإعدام عام 2007.[73][77]
- ألبرت غرينوود براون (مواليد عام 1954)، متحرش ومغتصب أطفال قام باغتصاب وقتل شابة مراهقة عام 1980. حُكِم عليه بالإعدام عام 1982.[78][79]
- براندون براونر (مواليد عام 1984)، لاعب سابق في الدوري الوطني لكرة القدم الأمريكيَّة مدان بضلوعه في محاولة قتل. حُكِم عليه بالسجن ثمانية سنوات.[80]
- ديفيد كاربنتر (مواليد عام 1930)،[2] قاتل متسلسل متَّهم بقتل عشرة أشخاص على الأقل. حُكِم عليه بالإعدام مرتين: الأولى في عام 1984 والثانية في عام 1988.[81]
- دين كارتر (مواليد عام 1955)، قاتل متسلسل متَّهم بقتل أربعة نساء. حُكِم عليه بالإعدام عام 1985.[82]
- ستيفن ديفيد كاتلن (مواليد عام 1944)، قاتل متسلسل قام بقتل زوجتيه وأمه. حُكِم عليه بالإعدام عام 1990.[83]
- دوغ كلارك (مواليد عام 1948)، قاتل متسلسل ومُجامع موتى قام مع شريكة له بقتل ستة نساء. حُكِم عليه بالإعدام عام 1983.[84]
- كيفين كوبر (مواليد عام 1958)، مدان بقتل أربعة أشخاص من نفس العائلة بفأس. حُكِم عليه بالإعدام عام 1985.[85]
- تايكون كوكس (مواليد عام 1965)، قتل أربعة من أقارب لاعب كرة القدم الأمريكيَّة المحترف كيرمت أليكسندر.[86] حُكِم عليه بالإعدام عام 1986. شارك في محاولة هروب من السجن عام 2000.[87]
- جوناثان دانيال دارسي (مواليد عام 1962)، حارس من مدينة بوينا بارك مدان بجريمة قتل من الدرجة الأولى قام فيها بقتل كارن ماري لابورد بتاريخ 2 فبراير عام 1993. حُكِم عليه بالإعدام بتاريخ 11 أبريل عام 1997.[88]
- ريتشارد ألن ديفيس (مواليد عام 1954)، مدان باختطاف وقتل بولي كلاس.[89] حُكِم عليه بالإعدام عام 1996.[90]
- سكايلر ديليون (مواليد عام 1979)، ممثل سابق في فترة طفولته ومدان بقتل زوجين. حُكِم عليه بالإعدام عام 2009. كما صدر بحق شريكه في الجريمة جون فيتزجيرالد كينيدي حكم بالإعدام عام 2009.[91]
- سوني إنراكا (مواليد عام 1972)، رجل عصابات قام بقتل الممثِّل ديدريك غوبرت خلال مشادة بين الاثنين. حُكِم عليه بالإعدام عام 1996.[92]
- بيدرو إسبينوزا (مواليد عام 1989)، عضو في عصابة الشارع 18 قام بقتل جاميل شو الثاني. حُكِم عليه بالإعدام عام 2013.[93]
- جون فامالارو (مواليد عام 1950)، مدان باختطاف واغتصاب وقتل ابنة الثالثة والعشرين ربيعًا دنيس أنيت هوبر في نيوبورت بيتش بتاريخ 3 يونيو عام 1991.[94] ألقت الشرطة القبض عليه في شهر يوليو من عام 1994 بعدما عثرت الشرطة على جثة هوبر في حافظة ثلج حيث كان فامالارو قد احتفظ بجثتها لثلاثة سنوات. حُكِم عليه بالإعدام بتاريخ 6 سبتمبر عام 1997.[95]
- ريتشارد فارلي (مواليد عام 1948)، مدان بقتل سبعة من زملاءه في العمل ومحاولة قتله لزميلة في العمل قام بترصدها واللحاق بها بعدما رفضته.[96] حُكِم عليه بالإعدام عام 1992.[73]
- واين آدم فورد (مواليد عام 1961)، مدان بقتل أربعة نساء في عام 1997 وعام 1998. حُكِم عليه بالإعدام عام 2006.[97]
- ريكي لي فولر (مواليد عام 1984)، مدان بافتعال حريق أدَّى إلى مقتل خمسة أشخاص. حُكِم عليه بالإعدام عام 2012.[98]
- لاري هازليت (مواليد عام 1948)، مدان باغتصاب وقتل ملكة الجمال تانا وولي بنت العشرين عامًا. حُكِم عليه بالإعدام عام 2004.[99]
- غلين هيلزر (مواليد عام 1970)، اشترك في تأسيس جماعة أطفال الرعد الدينيَّة مع أخيه جاستن هيلزر وحبيبته داون غودمان. اشتركوا جميعًا في قتل خمسة أشخاص عام 2000. حُكِم عليه بالإعدام عام 2005. هذا وقد انتحر أخوه جاستن شنقًا عام 2013.[73][100]
- إيفان هيل (مواليد عام 1961)، قاتل متسلسل قام بقتل تسعة نساء على الأقل خلال الفترة من عام 1979 حتى عام 1994. حُكِم عليه بالإعدام عام 2007.[101]
- إريك هيوستن (مواليد عام 1972)، مرتكب جريمة إطلاق النار في مدرسة ليندهورست التي أدت إلى مقتل ثلاثة طلاب وأستاذ. حُكِم عليه بالإعدام عام 1993.[102]
- راين هويت (مواليد عام 1979)، مدان بقتل نيكولاس ماركويتز وهو أحد أعوان جيسي جيمس هوليوود. حُكِمَ عليه بالإعدام عام 2003.[103]
- مايكل هيوز (مواليد عام 1956)، قاتل متسلسل قام بقتل سبعة نساء على الأقل خلال الفترة من عام 1986 حتى عام 1993. حُكِمَ عليه بالإعدام عام 1998.[104]
- إيمريس جون، وتيرون ميلر، وكيسان سايكس، ثلاثة مشاة بحرية سابقين مدانين بتعذيب وقتل جان باول، وكويانا جنكنز بيترزاك في عام 2008. حُكِم على ثلاثتهم بالإعدام عام 2008. أمَّا شريكهم الرابع كيفين كوكس فحُكم عليه بالسجن المؤبد.[105]
- راندي كرافت (مواليد عام 1945)، قاتل متسلسل مدان بقتل ستة عشر شخصًا ويشتبه قتله لواحد وخمسين شخصًا آخر. حُكِمَ عليه بالإعدام عام 1989.[106]
- غانر ليندبيرغ (مواليد عام 1975)، مدان بطعنه رجل فيتنامي حتى الموت في اعتداء بدوافع عنصريَّة. حُكِمَ عليه بالإعدام عام 1996.[107]

- جارفس جاي ماسترز (مواليد عام 1962)، مدان بالاشتراك في قتل ضابط الشرطة هال بيرشفيلد. حُكِم عليه بالإعدام عام 1990.[108]
- تيموثي جوزيف مكغي (مواليد عام 1973)، رجل عصابات يشتبه ضلوعه فيما لا يقل عن اثنتا عشر جريمة قتل خلال الفترة من عام 1997 حتى عام 2001، بالإضافة إلى محاولته قتل اثنين من أعضاء شرطة لوس أنجلوس. حُكِم عليه بالإعدام عام 2009.[109]
- تشارلز «تشيس» ميريت (مواليد عام 1957)، مدان بقتل عائلة مكستاي طمعًا بالمال. حُكِم عليه بالإعدام عام 2020.[110]
- أندرو ميكل (مواليد عام 1979)، مدان بإطلاق النار على شرطي في محطة وقود حتى أرداه قتيلًا. حُكِم عليه بالإعدام عام 2006.[111]
- مايكل مورالس (مواليد عام 1959)، مدان بقتل تيري وينتشيل. حُكِم عليه بالإعدام عام 1983.[112]
- جوزيف ناسو (مواليد عام 1934)، قاتل متسلسل قام باغتصاب وقتل ما لا يقل عن ستة نساء. حُكِم عليه بالإعدام عام 2013.[113]
- تشارلز إنغ (مواليد عام 1960)، قاتل متسلسل قام بإخضاع أحد عشر شخصًا للتعذيب. حُكِم عليه بالإعدام عام 1999.[114]
- رايموند لي أويلر (مواليد عام 1971)، مدان بإضرام حريق إسبيرانزا الذي أدَّى إلى مقتل خمسة رجال إطفاء. حُكِم عليه بالإعدام عام 2009.[115]
- جيرالد باركر (مواليد عام 1955)، قاتل ومغتصب متسلسل قام بقتل ستة نساء على الأقل بالإضافة إلى قتله لجنين. حُكِم عليه بالإعدام عام 1999.[116]
- سكوت بيترسون (مواليد عام 1972)، مدان بقتل زوجته الحامل لاسي وجنينها كونر في محاكمة شهيرة جذبت أنظار الإعلام. حُكِم عليه بالإعدام عام 2005.[117]
- كليوفوس برينس الابن (مواليد عام 1967)، قاتل متسلسل قام باغتصاب وقتل ستة نساء في سان دييغو عام 1990. حُكِم عليه بالإعدام عام 1993.[118]
- ديفيد ألن رالي (مواليد عام 1961)، حارس أمني قام باختطاف وتعذيب شابتين صغيرتان في السن وقتل إحداهما. حُكِم عليه بالإعدام عام 1988.[119]
- رامون سالسيدو (مواليد عام 1961)، مدان بقتل سبعة أشخاص (ستة من أقاربه ورئيسه في العمل). حُكِم عليه بالإعدام عام 1990.[120]
- فينسنت سانشيز (مواليد عام 1973)، مغتصب متسلسل ومدان بالقتل والاغتصاب والاختطاف والسطو. حُكِم عليه بالإعدام عام 2003.[121]
- ويزلي شيرمانتين (مواليد عام 1966)، قاتل متسلسل مسؤول هو وشريكه عن قتل ما قد يصل إلى سبعين شخصًا. حُكِم عليه بالإعدام عام 2001. انتحر شريكه في الجرائم لورن هيرزوغ عام 2012.[122]
- ميتشيل سيمز (مواليد عام 1960)، مدان بقتل موصل طلبات دومينوز بيتزا جون هارينغتون في غلينديل. كما أدين بقتل موظفين من دومينوز بيتزا فر ولاية كارولاينا الجنوبيَّة. حُكِم عليه بالإعدام عام 1987.[123]
- موريس سولومون الابن (مواليد عام 1944)، قاتل متسلسل مدان بقتل ستة نساء في ساكرمنتو. حُكِم عليه بالإعدام عام 1992.[124]
- كاري ستاينر (مواليد عام 1961)، قاتل متسلسل مدان بقتل أربعة نساء في يوزمايت. حُكِم عليه بالإعدام عام 2002.[125]
- ويليام ستاف (مواليد عام 1950)، قاتل متسلسل مدان بقتل اثنتا عشر امرأة في مقاطعة ريفرسايد. حُكِم عليه بالإعدام عام 1995.[126]
- ريجس ديون توماس (مواليد عام 1979)، مدان بقتل ثلاثة أشخاص اثنان منهما هم شرطيان من جهاز شرطة مدينة كومبتون. حُكِم عليه بالإعدام عام 1995.[127]
- تشيستر تيرنر (مواليد عام 1966)، قاتل متسلسل مدان بقتل أربعة عشر امرأة في لوس أنجلوس خلال الفترة ما بين عام 1987 وعام 1998.[128]
- بيلي راي والدون (مواليد عام 1952)، قاتل ومغتصب مدان بقتل ثلاثة أشخاص. حُكِم عليه بالإعدام عام 1987.[129]
- وارد ويفر الابن (مواليد عام 1947)، مدان بقتل شخصين وهو والد القاتل المدان وارد ويفر الثالث. حُكِم عليه بالإعدام عام 1985.[130]

- ماركوس ويسون (مواليد عام 1946)، مدان بقتل تسعة من أفراد عائلته. حُكِم عليه بالإعدام عام 2005.[131]
- ديفيد ويسترفيلد (مواليد عام 1967)، مدان باختطاف وقتل الطفلة دانييل فان دام ابنة السبعة السنين. حُكِم عليه بالإعدام عام 2003.[132]
- دانيال وزنياك (مواليد عام 1984)، مدان بقتل وتقطيع أوصال صامويل هير وقتل جولي كيبويشي في خطة إجرامية من أجل سرقة المال حتى يصرفها على حفل زفافه. حُكِم عليه بالإعدام عام 2016.[133]

### سابقون
- رودني ألكالا، قاتل متسلسل حُكِم عليه بالإعدام. مسجون حاليًا في سجن كوركوران.[134]
- ويليام ديل أركيرد، قتل ثلاثة من أفراد عائلته من خلال حقنهم بالإنسولين. حُكِم عليه بالإعدام ولكن خُفِّفت عقوبته للسجن مدى الحياة. توفي في منشأة كاليفورنيا الطبيَّة عام 1977 بعد إصابته بذات الرئة.[135]
- بوبي بوسوليل، من أعوان تشالرز مانسون. حُكِم عليه بالسجن مدى الحياة.[136]
- تشالرلز بولس المعروف بلقبه «بلاك بارت»، من الخارجين عن القانون في الغرب الأمريكيّ القديم.[53]
- ويليام برادفورد، قتل نادلة في إحدى الحانات وفتاة عمرها خمسة عشر عامًا، ويشتبه بقتله لعشرين امرأة أخرى. توفي لأسباب طبيعيَّة في منشأة كاليفورنيا الطبيَّة عام 2008.[137]
- إدوارد بانكر، هارب كان موجود اسمه على قائمة الأكثر طلبًا لمكتب التحقيقات الفيدراليّ وبعدها انصلح وأصبح كاتبًا (حيث كتب رواية تدور أحداثها في سان كوينتن[138]) وممثِّلًا. حُكِم عليه حين كان في السابعة عشر من العمر ما جعله أصغر من يدخل السجن حينها.
- رودولفو كادينا، من الأعضاء المؤثِّرين في المافيا المكسيكيَّة. قتله أعضاء من عائلة نويسترا الإجراميَّة في منشأة كاليفورنيا للرجال عام 1972.[139]
- كيرتس كارول (مواليد عام 1968)، مستشار مالي اشتهر بكونه من العارفين والمُتَضَلعين في أمور الاستثمار والأسهم التجاريَّة حتى لقَّبوه بـ«وول ستريت». حُكِم عليه بالسجن من 54 عامًا حتى مدى الحياة بتهمة القتل. مسجون حاليًا في سجن خليج بيليكان.[140]
- إلدريدج كليفر، أحد أعضاء حزب الفهود السود. كان سجينًا في سان كوينتن خلال الفترة من عام 1958 حتى عام 1963.[141]
- جوزيف كوزي، مزور ومحتال إجرامي.[142]
- لويس كرين، قاتل متسلسل قام بقتل ما لا يقل عن أربعة نساء. توفي في المستشفى بعد إصابته بالإيدز عام 1989.[143]
- جون لينلي فريزر، قاتل جماعي ومتعصب دينيّ. حُكِم عليه بالإعدام في عام 1971، ولكن خُفَّفت عقوبته للسجن المؤبد. انتحر شنقًا في سجن ميول كريك عام 2009.[144]
- جيرالد غاليغو، قاتل ومغتصب متسلسل قام باختطاف الفتيات الشابات حتى يبقيهن كعبيد جنسيين عنده. كانت زوجته شريكة في الجريمة معه. حُكِم عليه بالإعدام في سجن سان كوينتن ولكن نُقِل بعدها إلى سجن في ولاية نيفادا عام 1984 حتى يُعدم عن جرائم القتل التي ارتكبها هناك. توفي جراء إصابته بالسرطان في عام 2002.[145]
- أليكس غارسيا: ملاكم ورجل عصابات سابق قام بطعن شخص حتى الموت.[146]
- ويلي إيرل غرين: اُتهِم بالقتل زورًا وأُعفِي عنه.[147]
- غريفيث غريفيث، رجل أعمال أطلق النار على زوجته في عينها.[148]
- ستيف «كليم» غروغان، أحد أعوان تشارلز مانسن. أُطلِق سراحه عام 1985.[149]
- ميرل هاغارد، مغني قضى فترة في السجن من عام 1958 حتى عام 1960.[150]
- بيلي راي هاميلتون، قاتل مأجور قام بقتل ثلاث شهود بأوامر من كلارينس راي ألن في عام 1980. توفي لأسباب طبيعيَّة في المستشفى عام 2007.[151]
- تشارلز راي هاتشر، قاتل متسلسل قام بقتل ما لا يقل عن صبيين صغيرين في العمر في منطقة خليج سان فرانسيسكو. أطلق سراحه في عام 1977.[152]
- مايكل واين هانتر، سجين سابق محكوم عليه بالإعدام وكاتب قام بقتل أبيه وزوجة أبيه. خفِّفت عقوبته للسجن المؤبد. مسجون في سجن بليزنت فالي.[153]
- جانغ إن هوان، ناشط داعي لاستقلال كوريا قام بقتل الدبلوماسي الأمريكيّ السابق دورهام ستيفنز في عام 1908.[154]
- روجر كيب، قاتل متسلسل اعترف بقتل سبعة أشخاص في شمال كاليفورنيا. مسجون في سجن ميول كريك.[155]
- بروس ليسكر، اُتهِمَ خطئًا بقتل أمه دوركت عام 1983 عندما كان في السابعة عشر من العمر.[156]

- تشارلز مانسون، زعيم جماعة عائلة مانسون. نُقِل بين عدة سجون خلال فترة حياته. توفي في المستشفى بعد إصابته بالسرطان في عام 2017.[157]
- سام ميلرد، صانع أفلام مثير للجدل.[158]
- باري ميلز، من زعماء عصابة الأخوة الآريَّة للنازيين الجدد. دخل السجن خلال سبعينيات القرن العشرين لقيامه بالسطو المُسلَّح. توفي في عام 2018.[159]
- جيم ميتشل، من مشاهير قطاع أعمال نوادي التعري والإباحة في مدينة سان فرانسيسكو. أمضى الفترة من عام 1994 حتى عام 1997 في سان كوينتن بعد قتله لأخيه آرتي.[160]
- توماس موني، ناشط سياسي وزعيم عمَّالي اُتّهِم زورًا بتنفيذ تفجير يوم الاستعداد بسان فرانسيسكو عام 1916. حُكِم عليه بالإعدام في بادئ الأمر ثم خفِّفت عقوبته للسجن المؤبد قبل صدور العفو بحقه عام 1939.[161]
- فرانك مورغان، عازف ساكسوفون ومدمن على تعاطي الهيروين قام بتشكيل ثنائي موسيقيّ مع آرت بيبر.[162]
- جو «بيغليغ» مورغان، من الأعضاء المؤثِّرين البارزين في المافيا المكسيكيَّة، ومن بين أول الرجال البيض فيها. توفي بعد إصابته بالسرطان في سجن كوركوران عام 1993.[163]
- إد موريل، من الأعوان المشاركين في عصابة إيفانز-سونتاغ للسطو على السكك الحديديَّة. قضى خمسة سنوات في الحبس الانفرادي حتى أطلقوا عليه اسم «رجل الزنزانة» في سان كوينتن.[164] أعفي عنه في عام 1908 ليصبح من الدعاة المشهورين لإصلاح السجون.[165]
- والاس فرد محمد، مؤسِّس حركة أمة الإسلام.[166]
- إيرل نيلسون، قاتل متسلسل ومُجامع موتى قام باغتصاب وقتل أحد وعشرين امرأة على الأقل بالإضافة إلى طفل رضيع في عشرينيات القرن العشرين. قضى فترة في سجن سان كوينتن حين كان مراهقًا.[167]
- آرت بيبر، عازف ساكسوفون ومدمن على تعاطي الهيروين قام بتشكيل ثنائي موسيقيّ مع فرانك مورغان.[168]
- غريغوري باول، قام باختطاف شرطيين وقتل أحدهما في عام 1963. حُكِم عليه بالإعدام ولكن حُفِّفت عقوبته للسجن المؤبد. توفي بعد إصابته بالسرطان في منشأة كاليفورنيا الطبيَّة عام 2012.[169]
- ريتشارد راميرز، قاتل متسلسل اشتهر بلقب «مترصد الليل».[2] أدين بقتل ثلاثة عشر شخص. حُكِم عليه بالإعدام عام 1989.[170] توفي في المستشفى بعد إصابته بسرطان الغدد الليمفاويَّة عام 2013.
- هانز رايزر، قام بتطوير نظام ملفات رايزر إف إس ومدان بقتل زوجته. حُكِم عليه بالسجن لمدة خمسة عشر عامًا في عام 2008.[171][172]
- جون رميرو (مواليد عام 1947)، عضو في عصابة جيش التحرير التكافلي قام بقتل المعلّم ماركوس فوستر في عام 1973. كان قد قضى فترة في سان كوينتن قبل سجنه في سجن بيليكان.[173]
- أيب روف، زعيم سياسيّ من سان فرانسيسكو مدان بالسرقة.[174]
- رجال سان كوينتن الستة: ستة سجناء شاركوا في أعمال شغب في محاولة منهم للهروب من السجن في عام 1971 مما أدى إلى مقتل ستة أشخاص. أُطلِقَ النار على فليتا درومغو بعد خروجه من السجن عام 1979. أمَّا هوغو بينل فتعرض للطعن حتى الموت خلال أعمال شغب اندلعت في السجن عام 2015، وذلك بعد قضاءه خمسة وأربعين عامًا في الحبس الانفرادي.[175][176]

- سانيكا شاكور، كاتب وعضو في عصابة كريبس. قضى ستة وثلاثين شهرًا في سان كوينتن.[177]
- غلين شيرلي، موسيقيّ قضى بعض الوقت في سان كوينتن خلال ستينيات القرن العشرين.[178]
- توماس سيلفرستاين، من زعماء عصابة الأخوة الآريَّة للنازيين الجدد. سجن خلال سبعينيات القرن العشرين بعد ارتكابه للسطو المسلَّح. توفي في سجن فلورنس المشدد أمنيًا عام 2019.[179]
- لورنس سينغلتون، اغتصب فتاة مراهقة وقطع ذراعيها قبل تركها حتى تموت. أُثار إطلاق سراحه المشروط بعد قضاءه ثمانية سنوات في السجن الكثير من الجدل حتى أجبر على العيش في مقطورة على أراضي السجن. قام بقتل امرأة في فلوريدا وتوفي بعدها في سجن هناك عام 2001.[180]
- سرحان بشارة سرحان، قاتل روبرت كينيدي. حُكِمَ عليه بالإعدام في سان كوينتن في مايو عام 1969.[181] نُقِل سرحان إلى منشأة التأهيل الإصلاحيَّة بعدما حكمت محكمة كاليفورنيا العليا بإلغاء عقوبة الإعدام في الولاية.[182]
- داني تريخو، مُمثِّل قضى فترة من عام 1965 حتى عام 1968 في السجن.[183]
- جون بينس وانغر، سجين ومبشر إنجيلي قضى الفترة من عام 1966 حتى عام 1972 في السجن.[184] توفي بعد إصابته بالسرطان عام 1999.
- تيكس واتسون، من أعوان تشارلز مانسون. حُكِم عليه بالسجن مدى الحياة.[185]
- أنتوني ويمبرلي، قاتل متسلسل اعتقل بتهمة سرقة سيارات. قضى فترة في سان كوينتن قبل أن يصبح في سجن ميول كريك.[186]
- إيرلون وودز، مدان بمحاولة سطو مُسلَّح. اشتهر بعمله على المساعدة في استضافة وإعداد بودكاست «إير هاسل» مع نايجل بور. خفَّف الحاكم جيري براون من عقوبته في 30 نوفمبر عام 2018.[187]

### وفيات في السجن
- جورج جاكسون، شارك في تأسيس عصابة عائلة الغوريلا السوداء وهو أحد أخوة سولداد. أُردي قتيلًا خلال محاولة هروبه من السجن في 21 أغسطس عام 1971.[188]
- ماك راي إدواردز، قاتل أطفال كان يقوم بدفن الجثث تحت الطرق السيَّارة التي كان يعمل عليها. انتحر شنقًا بتاريخ 30 أكتوبر عام 1971.[189]
- ريتشارد تشيس، قاتل متسلسل مدان بقتل ستة أشخاص حُكِم عليه بالإعدام خنقًا في غرفة الغاز عام 1979. انتحر بعد أخذه لجرعة زائدة بتاريخ 26 ديسمبر عام 1980.[190]
- جيمس ميتوز، فنان قتال مدان بالقتل. توفي جراء مضاعفات مرض السكري بتاريخ 26 مارس عام 1981.[191]
- براندون ويلسون، مدان بقتل الطفل ماثيو تشيكي البالغ من العمر تسعة أعوام بعدما شق رقبته. حُكِم عليه بالإعدام في عام 1999. انتحر في السجن يوم 17 نوفمبر عام 2011.[192]
- جي سي إكس سايمون، عضو في مجموعة من المسلمين السود قاموا بجرائم قتل بدوافع عنصريَّة في سان فرانسيسكو خلال سبعينيات القرن العشرين. عُثِر عليه ميتًا في زنزانته بتاريخ 12 مارس عام 2015.[193]
- أندرو أورديالس، قاتل متسلسل قام بقتل ثمانية نساء. انتحر في 2 نوفمبر عام 2018.[194]
- أنتوني مكنايت، قاتل ومغتصب ومختطف متسلسل مدان بقتل خمسة نساء. حُكِم عليه بالإعدام في عام 1985. عُثِر عليه ميتًا في زنزانته بتاريخ 17 أكتوبر عام 2019.[195]
- لورنس بيتيكر، قاتل متسلسل مدان بتعذيب وقتل خمسة بنات صغار في السن. عُثِر عليه ميتًا في زنزانته بتاريخ 13 ديسمبر عام 2019.[196]
- فيليب كارل جابلونسكي، مدان بقتل خمسة نساء. عُثِر عليه ميتًا في زنزانته بتاريخ 27 ديسمبر عام 2019.[197]
- لوني ديفيد فرانكلين الابن، مدان بارتكاب عشرة جرائم قتل بالإضافة إلى محاولة قتل واحدة في لوس أنجلوس. من المعروف عنه توقفه عن القتل لمدة أربعة عشر عام خلال الفترة من عام 1988 حتى عام 2002 لذلك لُقّب بـ«النائم القاتم». عُثِر عليه ميتًا في زنزانته بتاريخ 28 مارس عام 2020.[198][199]
- سكوت إرسكين، مدان بقتل الطفل جوناثان سيلرز ابن التسع سنوات، والطفل تشارلي كيفر ابن الثلاثة عشر سنة. حًكِم عليه بالإعدام في عام 2004. توفي عن عمر 57 عامًا بتاريخ 3 يوليو عام 2020 بعد إصابته بكوفيد-19.[73][200]

### أعدموا في السجن

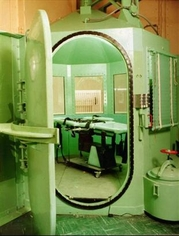
كانت غرفة غاز سجن سان كوينتن في بادئ الأمر تستعمل غاز سيانيد الهيدروجين عند تنفيذ عقوبة الإعدام، ولكن حُوِّلت فيما بعد إلى غرفة إعدام بالحقن القاتلة قبل إعادتها لوظيفتها الأساسيَّة كغرفة غاز بعد بناء غرفة إعدام خاصَّة بالحقن.

- ثيودور دورنت، مدان بقتل امرأتين في سان فرانسيسكو. أُعدِم بتاريخ 7 يناير عام 1898.[201]
- موز غيبسون، مدان بقتل رجل ولكن اعترف لاحقًا بارتكاب سبعة جرائم قتل. أُعدِم شنقًا بتاريخ 24 سبتمبر عام 1920.[202]
- ويليام إدوارد هيكمان، مدان باختطاف وقتل وتقطيع أوصال ماريون باركر ابنة الاثنتا عشر عامًا. أُعدِم شنقًا بتاريخ 19 أكتوبر عام 1928.[203]
- غوردون ستيوارت نورثكوت، قاتل ومغتصب متسلسل أدين بقتل ثلاثة فتيان صغار في السن. أُعدِم شنقًا بتاريخ 2 أكتوبر عام 1930.[204]
- جوانيتا سبينلي، أول امرأة تُعدم في غرفة غاز سان كوينتن بتاريخ 22 نوفمبر عام 1941.[205]
- رايموند ليزنبا، مدان بقتل زوجته. كان آخر رجل يُعدم شنقًا في كاليفورنيا بتاريخ 1 مايو عام 1942.[206]
- سام شوكلي وميران إدغار، مدانين بقتل حارس في ألكاتراز خلال محاولة هروب في عام 1946. أُعدِم كليهما خنقًا بالغاز بتاريخ 3 ديسمبر عام 1948.[207]
- لويز بيت، قاتلة متسلسلة أُعدِمت خنقًا بالغاز بتاريخ 11 أبريل عام 1947.[208]
- بيلي كوك، قاتل كارل موزر وزوجته ثيلما وأطفالهما الثلاثة بالإضافة إلى رجل آخر. أُعدِم خنقًا بالغاز بتاريخ 12 ديسمبر عام 1952.[209]
- باربرا غراهام، قاتلة مدانة أُعدِمت خنقًا بالغاز بتاريخ 3 يونيو عام 1955.[210]
- بيرتون أبوت، مدان باغتصاب وقتل فتاة مراهقة. أُعدِم خنقًا بالغاز بتاريخ 15 مارس عام 1957.[211]
- هارفي غلاتمان، مدان باغتصاب وخنق امرأتين. أُعدِم خنقًا بالغاز بتاريخ 18 ديسمبر عام 1959.[212]
- كاريل تشيسمان، مغتصب مدان، حُكِم عليه بالإعدام في عام 1948 وأُعدِم بتاريخ 2 مايو عام 1960.[213] كان آخر رجل يُعدم في كاليفورنيا بعد إدانته بارتكاب جريمة جنسيَّة دون التسبب بقتل الضحية.
- إليزابيث آن دانكن، مدانة بإرسال رجلين لقتل ابنة زوجها. أُعدِمت خنقًا بالغاز بتاريخ 8 أغسطس عام 1962. كانت رابع وآخر امرأة تُعدم في سجن سان كوينتن.[214]
- آرون ميتشل، مدان بإطلاق النار على شرطي في ساكرمنتو. أُعدِم خنقًا بالغاز بتاريخ 12 أبريل عام 1967.[215]
- روبرت ألتون هاريس، مدان بقتل صبين صغيرين في السن. أُعدِم خنقًا بالغاز بتاريخ 21 أبريل عام 1992.[216]
- ديفيد ميسن، مدان بقتل خمسة أشخاص. كان آخر رجل يُعدم خنقًا بالغاز بتاريخ 24 أغسطس عام 1993.[217]
- ويليام بونين، مدان بقتل أربعة عشر شخص. أصبح أول رجل في كاليفورنيا يعدم بحقنة قاتلة بتاريخ 23 فبراير عام 1996.[218]
- توماس مارتن تومبسون، مدان بقتل جينجر فليشلي. أُعدِم بحقنة قاتلة بتاريخ 14 يوليو عام 1998.[219]
- ماني بابيت، مدان بالقتل. أُعدِم بحقنة قاتلة بتاريخ 4 مايو عام 1999.[220]
- داريل كيث ريتش، قاتل متسلسل مدان. أُعدِم بحقنة قاتلة بتاريخ 15 مارس عام 2000.[221]
- ستيفن واين أندرسون، مدان بالقتل. أُعدِم بحقنة قاتلة بتاريخ 29 يناير عام 2002.[222]
- دونالد بيردسلي، مدان بارتكاب جريمتي قتل. أُعدِم بحقنة قاتلة بتاريخ 19 يناير عام 2005.[223]
- ستانلي "توكي" ويليامز، قاتل مدان وهو مشارك في تأسيس عصابة كريبس. كتب عدة قصص للأطفال حول تجربته في سان كوينتن.[224] أُعدِم بحقنة قاتلة بتاريخ 13 ديسمبر عام 2005.[225]
- كلارنس راي ألن، مدان بتوجيه أوامر بقتل ثلاثة أشخاص. كان أكبر شخص تنفذ بحقه عقوبة الإعدام في ولاية كاليفورنيا حين كان في السادسة والسبعين من العمر بالإضافة إلى كونه آخر شخص تنفذ عليه عقوبة الإعدام في الولاية. أُعدِم بحقنة قاتلة بتاريخ 17 يناير عام 2006.[226]

## الظهور في الإعلام

### حفلات وموسيقى مصورة
- أدَّى مغني موسيقى الكانتري الكبير جوني كاش حفلتين موسيقيتين في سجن سان كوينتن خلال مسيرته. الحفلة الأولى كانت عام 1958، وتضمنت بين الحضور ميرل هاغارد الذي كان حينها سجينًا. لعب الحفلة دورًا في إلهام هاغارد ودفعه تجاه متابعة شغفه الموسيقيّ بعد إطلاق سراحه من السجن.[227] أمَّا الحفلة الثانية فأدَّاها كاش بعد أحد عشر عامًا بتاريخ 24 فبراير عام 1969. صدرت تسجيلات الحفلة الثانية كألبوم، ورافقها كذلك صدور وثائقي تلفزيونيّ. كانت إحدى أغاني الحفل «آبوي نيمد سو» أغنية كاش الوحيدة التي وصلت إلى واحدة من المراتب العشرة الأولى على لائحة بيلبورد هوت 100 للمبيعات الموسيقيَّة حيث احتلت المرتبة الثانية على اللائحة. كما فازت الأغنية بجائزة غرامي عن أفضل أداء غنائي ضمن فئة موسيقى الكانتري في عام 1970. لاقت أغنية «سان كوينتن» التي غناها كاش خلال الحفلة حماسًا كبيرًا من المساجين.[228] تتناول هذه الأغنية التي تأخذ عنوانها من اسم السجن عن أحد السجناء الذي ضاق ذرعًا بالسجن وكيف يكرهه.
- قام المغني وعازف الغيتار الشهير بي بي كينغ بتسجيل ألبوم مباشر في السجن في عام 1990. فاز الألبوم بجائزة غرامي عن أفضل ألبوم بلوز تقليدي عام 1991.[229]
- في عام 2003، صوَّرت فرقة الهيفي ميتال الأمريكيَّة ميتاليكا فيديو موسيقى مصوّرة للأغنية «سانت أنغر» في السجن. ظهر في الفيديو كثثر من حراس السجن والسجناء أنفسهم. كما ظهر لأول مرة عازف البيس الذي انضم حينها عن جديد إلى الفرقة روبرت تروهيو.

### الأفلام
- فيلم «سان كوينتن» لشركة وارنر براذرز عام 1937 الذي ظهر فيه بات أوبراين بدور نقيب وهمفري بوغارت بدور أحد السجناء.
- أخرج ويليام بودين فيلم «رجال سان كوينتن» عام 1942.[230]
- لعب همفري بوغارت شخصية تهرب من السجن في فيلم «ممرات مظلمة» عام 1947.[231]
- يتناول فيلم «دافي سان كوينتن» قصة كلينتون دافي الذي تولى إدارة السجن في الفترة من عام 1940 حتى عام 1952.[232][233]
- في عام 1968، صُوِّرت مشاهد السجن التي ظهرت في فيلم «خذ المال وأهرب» لوودي آلن في سان كوينتن.
- استخدم السجن كموقع في فيلم «دم داخل ودم خارج» (1993).
- ظهر السجن في أحد مشاهد الذكريات في فيلم «محطة فروتفيل» (2013). ظهر في المشهد مساجين حقيقيين ككومبارس.[234]
- في فيلم «الرجل النملة» (2015) لمارفل، تظهر الشخصية الرئيسيَّة سكوت لانغ (الرجل النملة) في سجن سان كوينتن بعد دخولها وإطلاق سراحها بتهمة السطو.
- تُسجن شخصية جيمس كينغ (لعبها ويل فيرل) في فيلم «كن صلبًا» (2015) في السجن لمدة ستة أشهر.
- في فيلم «فينوم» (2018) لمارفل، يسجن القاتل المتسلسل كليتوس كاسدي (لاحقًا تدعى باسم كارنج) في سجن سان كوينتن. تظهر شخصية إيدي بروك (لعبها توم هاردي) وهي تجري مقابلة معه في المشهد الأخير للفيلم.[235]

### الكتب والأعمال الأدبية
كتبت المؤلِّفة مارغي هاريس قصة عن سجن سان كوينتن لإحدى المجَّلات في مارس عام 1931. تقع أحداث القصة في مطحنة الجوت الخاصّة بالسجن. كانت هاريس تعرف كثيرًا من المعلومات حول السجن بسبب عملها كمراسلة في منطقة خليج سان فرانسيسكو إضافة إلى زمالتها مع السجين الشهير إد موريل.
تدور أحداث رواية «جوّال النجوم» (1915) لجاك لندن في سان كوينتن حيث يتحدث الأستاذ الجامعي داريل ستاندنغ مع القارئ عن اعتقاله والحكم عليه بالسجن المؤبد بعد ارتكابه جريمة قتل. يحاول المسؤولين في السجن تحطيم معنويات ستاندنغ من خلال استعمال جهاز تعذيب من القماش القاسي يدعي «السترة». يعمل الجهاز هذا على التضييق على الجسم وإزعاجه حتى يتسبب بشعور المرء بالذبحة. يكتشف ستاندنغ في الأثناء طريقة لتحمل آلام التعذيب من خلال الانتقال إلى حالة من الغشوة الذهنيَّة يتحدث فيها مع النجوم والحيوات التي عاشت في الماضي.

### مدونات صوتية
تتناول مدونة «إير هاسل» الصوتيَّة (بودكاست) من إعداد وتقديم إيرلون وودز بمساعدة من نايجل بيتر الحياة داخل سجن سان كوينتن.

## قراءات أخرى
- Ashcroft, Lionel "San Quentin Prison, Its Early History and Origins" in Marin County Historical Society Magazine, Vol XVII Spring 1993
- Bonner, John C. Hang tough: San Quentin. Minneapolis: Bethany Fellowship, 1968.
- Bookspan, Shelley. A Germ of Goodness: The California State Prison System 1851–1944. University of Nebraska Press, Lincoln 1991
- Braly, Malcolm. False starts: a memoir of San Quentin and other prisons. Boston: Little, Brown, 1976. (ردمك 0-316-10614-3).
- Burke, Dennis. Doing time: finding hope at San Quentin. New York: Paulist Press, 2008. (ردمك 978-0-8091-4527-0).
- Davidson, R. Theodore. Chicano prisoners; the key to San Quentin. New York: Holt, Rinehart and Winston, 1974. (ردمك 0-03-091616-X).
- Duffy, Clinton T., and Dean Southern Jennings. The San Quentin story. Garden City, NY: Doubleday, 1950.
- Lamott, Kenneth Church. Chronicles of San Quentin; the biography of a prison. New York: D. McKay Co., 1961.
- Leibert, Julius A., and Emily Kingsbery. Behind bars; what a chaplain saw in Alcatraz, Folsom, and San Quentin. Garden City, NY: Doubleday, 1965.
- Leshne, Carla. "San Quentin Prison: The Origins of the California Corrections System" FoundSF
- Liberatore, Paul. The road to hell: the true story of George Jackson, Stephen Bingham, and the San Quentin Massacre. New York: Atlantic Monthly Press, 1996. (ردمك 0-87113-647-3).
- Nichols, Nancy Ann, James Delahunty, and Alan Hammond Nichols. San Quentin inside the walls. San Quentin, CA: San Quentin Museum Press, 1991. (ردمك 0-9630115-2-9).
- Owen, Barbara A. The reproduction of social control: a study of prison workers at San Quentin. New York: Praeger, 1988. (ردمك 0-275-92818-7).
- Tannenbaum, Judith. Disguised as a poem: my years teaching poetry at San Quentin. Boston: Northeastern University Press, 2000. (ردمك 1-55553-453-8).

## وصلات خارجية
- أخبار - دائرة ولاية كاليفورنيا للإصلاح وإعادة التأهيل (بالإنجليزية)
- تاريخ سجن سان كوينتن 1925–1935 (بالإنجليزية)
- فيديو أغنية "سانت أنغر" الذي صورته فرقة ميتاليكا في السجن على يوتيوب (بالإنجليزية)